# یان بارترام
یان بارترام (دانمارکی: Jan Bartram؛ زادهٔ ۶ مارس ۱۹۶۲) یک بازیکن فوتبال در پست هافبک اهل دانمارک است.

## باشگاهی
از باشگاه‌هایی که در آن بازی کرده‌است می‌توان به باشگاه فوتبال رنجرز و باشگاه ورزشی آرهوس اشاره کرد.

## تیم ملی
وی همچنین در تیم ملی فوتبال دانمارک بازی کرده‌است.